# Склатеров монал
Склатеров монал (Lophophorus sclateri) е вид птица от семейство Phasianidae. Видът е световно застрашен, със статут Уязвим.

## Разпространение и местообитание
Разпространен е в Индия, Китай и Мианмар.